# Hélène Schweitzer-Bresslau
Pour les articles homonymes, voir Schweitzer et Bresslau.
Cet article possède un paronyme, voir Breslau (homonymie).
Hélène Schweitzer-Bresslau (ou Helene Bresslau, Helene Schweitzer), née le 25 janvier 1879 à Berlin, morte le 1er juin 1957 à Zurich, est une éducatrice, travailleuse sociale et infirmière allemande, devenue française après la Première Guerre mondiale.
Issue d'une famille juive cultivée non pratiquante, elle est baptisée dans la religion protestante, à l'initiative de son père Harry Bresslau qui veut lui éviter l'antisémitisme dont il est lui-même victime. Engagée dès son adolescence dans l'aide à l'enfance, elle mène une vie indépendante et travaille plusieurs années comme inspectrice des orphelins de la mairie de Strasbourg.
Le 18 juin 1912, elle épouse Albert Schweitzer dont elle partage l'engagement pour l'action humanitaire, peu avant de partir au Gabon établir l'hôpital de Lambaréné. Les époux sont arrêtés en 1914 du fait de leur nationalité allemande puis extradés vers la France pour la même raison en 1917.
Souffrant de tuberculose et mère d'une petite fille prénommée Rhéna, Hélène Schweitzer reste en Allemagne lorsque son mari repart pour le Gabon, après-guerre. Elle continue d'assurer les collectes de fond et la médiatisation de leur œuvre depuis Königsfeld, jusqu'à l'arrivée du parti nazi au pouvoir. Elle émigre alors en Suisse jusqu'à la fin des études secondaires de sa fille, puis aux États-Unis où elle donne une série de conférences pour faire connaître au public américain l'hôpital de Lambaréné et collecter des dons.
Hélène Schweitzer fait, au cours de sa vie, 9 allers-retours entre l'Europe et le Gabon, dont un durant la seconde guerre mondiale, sous protection de la Croix-Rouge de Genève. Elle meurt à Zürich à l'âge de 79 ans. Ses cendres sont inhumées à Lambaréné.
Outre l'hôpital qu'elle a cocréé avec son mari, elle est à l'origine d'un foyer pour mères célibataires à Strasbourg dès 1907 et de la Albert Schweitzer Fellowship, fondation américaine qui a financé l'hôpital de Lambaréné durant la seconde guerre mondiale. Elle a assuré la relecture et la correction des ouvrages publiés par son mari. Une rue à Lichtenstein/Sa. et deux établissements allemands pour personnes âgées portent son nom.

## Biographie

### Enfance
Hélène Bresslau nait le 25 janvier 1879 au no 18 de la Maaßenstraße, à Berlin-Schöneberg, dans une famille juive non pratiquante. Son père, l'historien Harry Bresslau, est un humaniste et un défenseur de l'égalité entre tous les citoyens, indépendamment de leur confession religieuse. Sa mère se nomme Caroline Isay. Hélène Bresslau ne reçoit donc pas d'éducation religieuse dans sa famille et fréquente à partir de 1885 la Chalottenschule de Berlin, où ses camarades de classe sont chrétiennes et la discipline imprégnée de « morale protestante ».
En dépit de ses idéaux universalistes, Harry Bresslau, son père, est conscient de la discrimination que subissent les citoyens juifs dans l'Empire allemand : il en est lui-même victime à l'Université de Berlin, où sa carrière d'enseignant est retardée malgré la qualité de ses recherches et publications. Les thèses antisémites d'Heinrich von Treitschke, circulent dans cette institution. Cette situation amène Harry Bresslau à faire baptiser ses 3 enfants (Hélène et ses frères Ernst Bresslau (en) et Hermann), le 12 juin 1886 par le pasteur luthérien de Suderode, une station balnéaire qui est aussi un lieu de villégiature des familles aisées.  Hélène Bresslau a alors sept ans.

### Adolescence et études

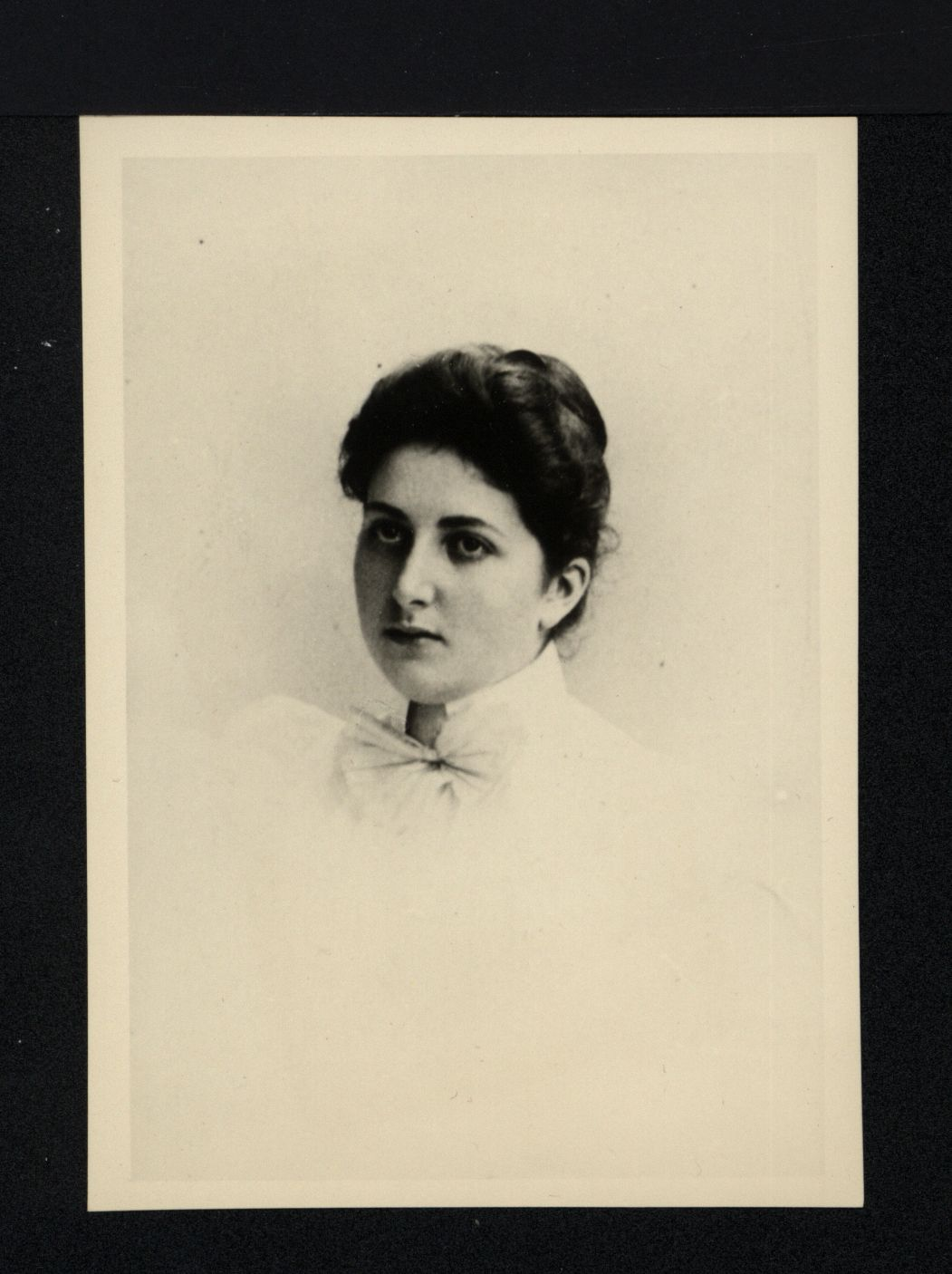
Hélène Bresslau vers 1896

En 1890, Harry Breslau est nommé professeur d'histoire titulaire à l'université Kaiser-Wilhelm de Strasbourg, promotion qu'il ne peut refuser malgré l'éloignement de la capitale. Hélène Bresslau déménage donc avec sa famille dans la Neustadt, allée de la Robertsau. Elle est alors inscrite dans une école pour jeunes filles où elle sympathise avec Elly Knapp qui fera carrière en politique. Les deux amies fréquentent l'église Saint-Guillaume où elles ont une activité bénévole dans le cadre de la diaconie paroissiale : avec d'autres confirmants, elles s'occupent de jeunes orphelins. En 1895, elle entame des études pour devenir institutrice. Elle décroche son diplôme en décembre 1896, puis avec l'autorisation de son père, elle s'inscrit au conservatoire de musique, une occupation « qui convient tout à fait à une jeune fille [...]. Hors de question cependant d'en faire un métier ». Elle reste dans cette institution pendant 5 semestres, puis à l'issue d'un voyage d'étude de six mois, en Italie, avec ses parents, s'intéresse à l'histoire de l'art et demande (et obtient) son inscription à la faculté d'histoire de Strasbourg comme auditrice libre,.  

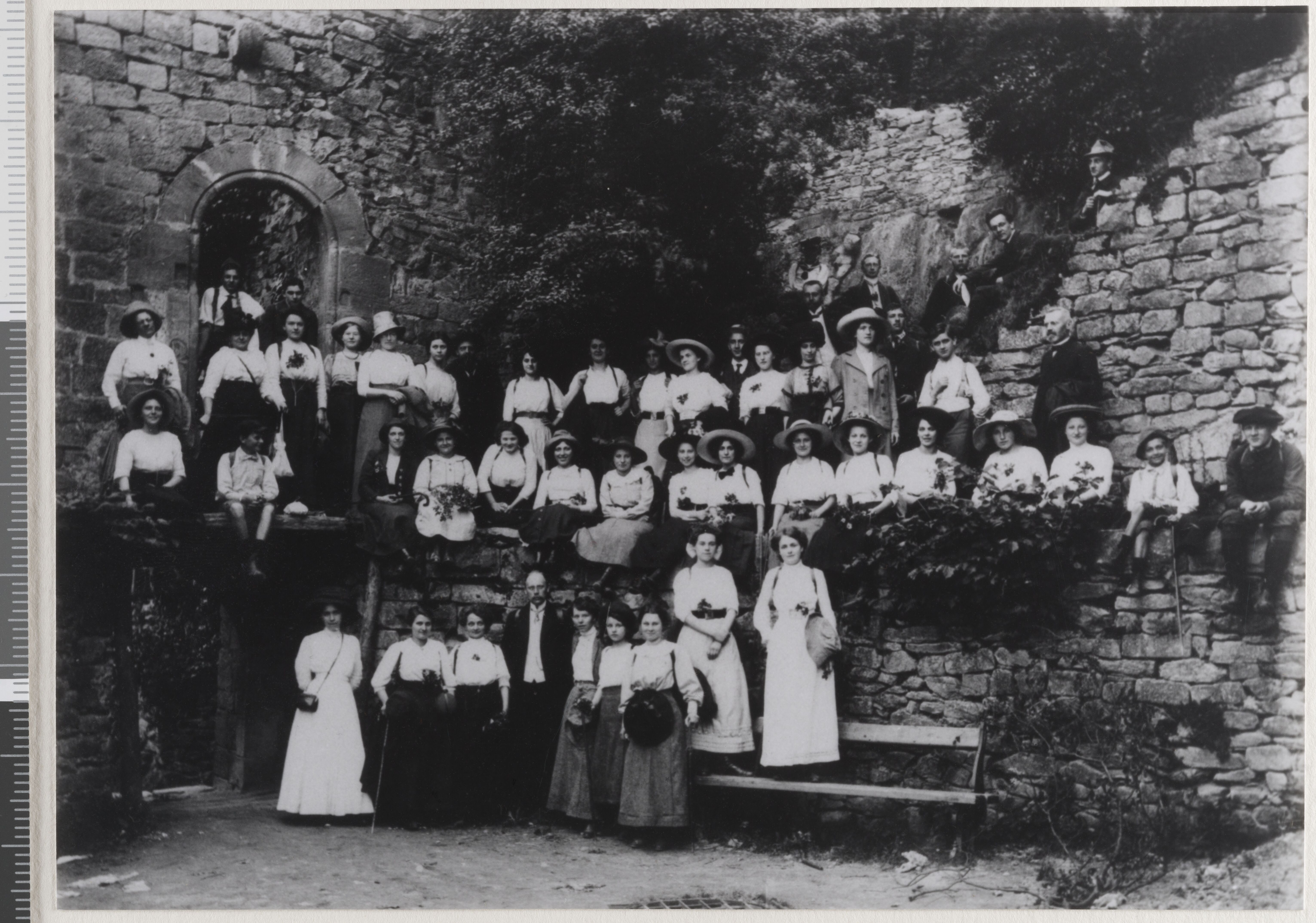
Le Chœur Saint-Guillaume en 1911.

Elle fait la connaissance d'Albert Schweitzer le 6 août 1898, lors d'un mariage,. Albert Schweitzer et Hélène Bresslau sont voisins de table et Hélène issue d'une famille cultivée où l'allemand standard est de rigueur reprend son voisin dialectophone. Les deux jeunes gens auront l'occasion de se revoir à nouveau lors de sorties à bicyclettes, à l'église Saint-Guillaume où Albert joue de l'orgue, alors qu'Hélène, membre du  chœur de Saint-Guillaume, dirige les chants des jeunes orphelins, ou à l'église Saint Nicolas où Albert Scheitzer entame son vicariat. Ils se découvrent en  mars 1902 une passion commune pour l'action sociale et débutent alors une correspondance amicale. Hélène Bresslau devient alors la confidente d'Albert Schweitzer.
À 23 ans, Hélène Bresslau n'envisage toutefois pas de se marier et part une année en Angleterre où elle exerce tour à tour les métiers d'enseignante dans un pensionnat de jeunes filles, de traductrice puis de jeune fille au pairs. À Londres, elle traduit en allemand l'essai autobiographique du pédagogue Thomas John Barnado, qu'elle fait publier dans un journal protestant. Elle visite, par ailleurs, certains des hospices pour orphelins de ce philanthrope, dont celui destiné à la réinsertion sociale de jeunes prostituées.

### Début de carrière
De retour à Strasbourg, Hélène Bresslau, forte de son expérience auprès des orphelins de la paroisse Saint-Guillaume et enrichie par son séjour londonien, propose ses services à la mairie de Strasbourg où le nombre d'« orphelins de père » avoisine les 4 000 enfants et où le taux de mortalité des nourrissons dépasse de 23% la moyenne des autres villes de l'Empire. Après quelques mois de service, constatant qu'il lui manque des bases dans le domaine de l'hygiène et du soin, elle s'inscrit dans une formation d'aide-soignante durant un semestre en janvier 1904 à  Stettin, près de Berlin.
Une fois diplômée, de retour à Strasbourg, elle reprend quelques mois son poste à la nurserie de la ville puis se voit proposer par l'adjoint au maire délégué aux affaires sociales Rudolf Schwander un poste d'inspectrice en charge des orphelins. Elle est à ce titre l'une des premières femmes titularisées  comme fonctionnaires. Sa fonction l'amène à effectuer une trentaine de visites à domicile par jour pour s'occuper des 1 200 nourrissons et jeunes enfants placés sous sa responsabilité. C'est à cette période qu'Albert Schweitzer lui fait part de son projet de partir en Afrique avec la Société des missions évangéliques de Paris, non pas comme pasteur mais dans l'humanitaire. Le jeune homme entame alors des études de médecine.
De son côté, Hélène est reconnue experte dans le domaine de la protection sociale : elle intervient à l'hôpital de Strasbourg pour sensibiliser différents publics aux soins des jeunes enfants à partir de mars 1906, publie un article sur le sujet en 1908 et ramène, après 4 ans d'effort, le taux de mortalité des nourrissons dans la moyenne allemande . Elle est aussi l'initiatrice du Mütterheim, une maison pour mères célibataires. Elle démissionne de son poste en avril 1909 et quitte Strasbourg, en octobre 1909, pour suivre une année d'internat et devenir infirmière à l'hôpital public de Francfort. Elle reprend ses études contre l'avis de ses parents. Cette formation est très exigeante : les élèves sont mal payées, travaillent jusqu'à 18 heures par jour, n'ont que 2 demi-journées de congés par mois et les parents d'Hélène Bresslau préfèreraient qu'elle se marie pour « assurer son avenir ». Hélène poursuit sa correspondance avec Albert Schweitzer durant cette année d'étude, malgré l'interdiction faite aux internes de correspondre avec des hommes.
Lorsqu'elle retourne à Strasbourg après avoir décroché son diplôme, en novembre 2010, Hélène Bresslau déclare la tuberculose, une maladie qu'on ne sait pas soigner,. Elle a probablement été contaminée lors de ses études d'infirmière. L'année où Hélène fait son internat à Francfort, 35 infirmières de moins de 40 ans décèdent prématurément d'épuisement, de troubles cardiaques, de tuberculose ou d'addiction à la morphine. Les personnes tuberculeuses qui ne décèdent pas rapidement sont exclues de la société par peur de la contagion. Hélène Bresslau va séjourner un an en sanatorium, à Königsfeld puis à Bad Schwartau, avant de revenir en Alsace. Son état de santé s'étant amélioré, elle exerce pendant quelques mois au printemps 1912 à l'hôpital de Strasbourg.

### Lambaréné (1ervoyage)

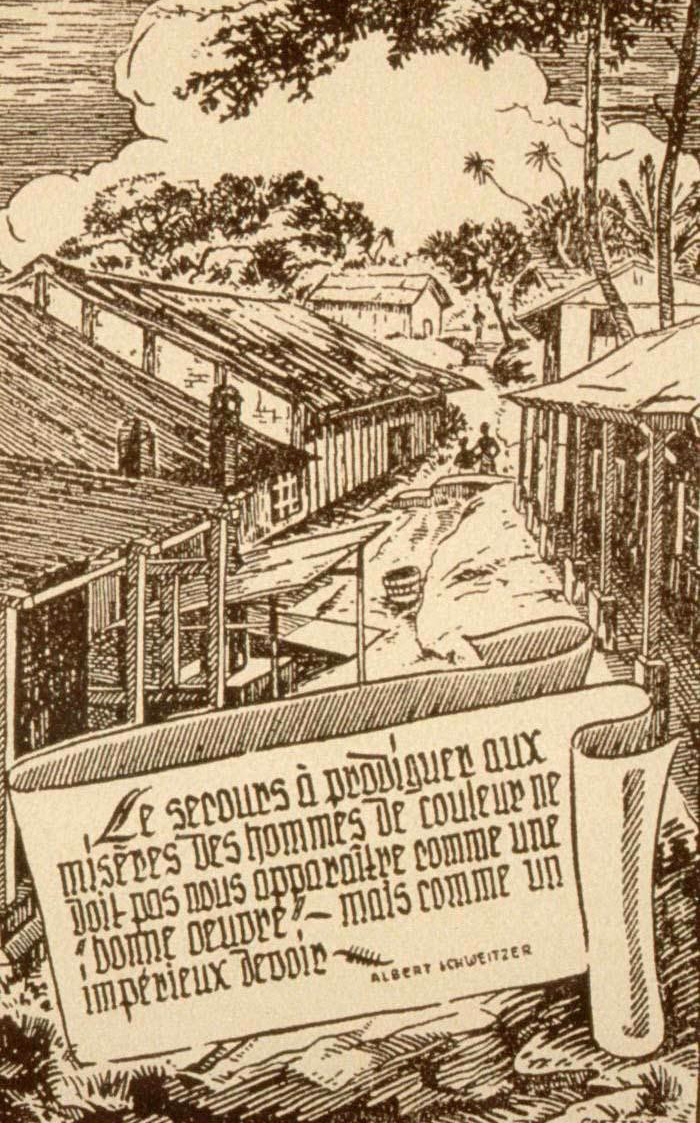
L'hôpital de Lambaréné au début du XXe siècle, avec une citation d'Albert Schweitzer.

Albert Schweitzer ayant achevé ses études de médecine, ils envisagent de partir ensemble pour l'Afrique. Toutefois, comprenant que la Société des missions ne les laissera émigrer que s'ils sont mariés, Albert Schweitzer présente une demande en mariage à Harry Bresslau le 22 décembre 1911,. Les cérémonies de mariage civil puis religieux sont célébrées en petit comité, à Gunsbach, en juin 1912,. Un mois auparavant, la Société des missions a proposé à Albert Schweitzer de s'installer à Lambaréné, au Gabon, comme médecin. Si la mission fournit les bâtiments pour y établir un dispensaire, son équipement demeure à la charge du couple qui doit dès lors rassembler des fonds pour financer le matériel et les médicaments nécessaires. Un petit comité d'aide à la collecte de matériel médical et de donateurs est recruté parmi le cercle d'amis des Schweitzer. Grâce à ce soutien matériel, Hélène Schweitzer et son mari embarquent depuis Bordeaux vers le Gabon avec 70 caisses de matériel et de médicaments, le 26 mars 1913.
Hélène Schweitzer prend une part très active dans la fondation du premier hôpital de Lambaréné : elle en gère l'administration, maintient le lien avec les donateurs européens, organise les services d'hôtellerie nécessaires pour accueillir et nourrir jusqu'à une cinquantaine de patients par jour grâce à un potager, un poulailler et des approvisionnements sur les marchés locaux. Par ailleurs, elle gère la maternité, la nurserie et la pédiatrie pendant que son mari se consacre à la médecine tropicale, aux travaux et aux relations avec l'administration coloniale pour doter le dispensaire de salles d'opération.
Si le savoir-faire du couple est apprécié, ils n'en restent pas moins des citoyens allemands et lorsque la guerre éclate, l'armée française place les époux Schweitzer en résidence surveillée à Lambaréné en août 1914, avec interdiction de recevoir des patients. Blanchis avec l'aide de la Société des missions en novembre 1914, le couple est autorisé à reprendre son activité. Toutefois, l'impossibilité de se ravitailler en vivres et en médicaments et en l'absence d'argent frais en provenance des donateurs européens, l'hôpital tourne au ralenti. À cours d'argent, le couple emprunte des fonds à la Société des missions évangéliques de Paris. En avril 1916, Hélène Schweitzer fait une rechute : rattrapée par la tuberculose, son état de santé se dégrade et les Schweitzer passent la saison des pluies au bord de la mer où l'air est plus respirable. Ils comptent retourner à Lambaréné pour la saison sèche. Cependant, le commandant du district leur ordonne de quitter le Gabon et les époux Schweitzer sont transférés en métropole à l'automne 1917,.

### Retour en Europe

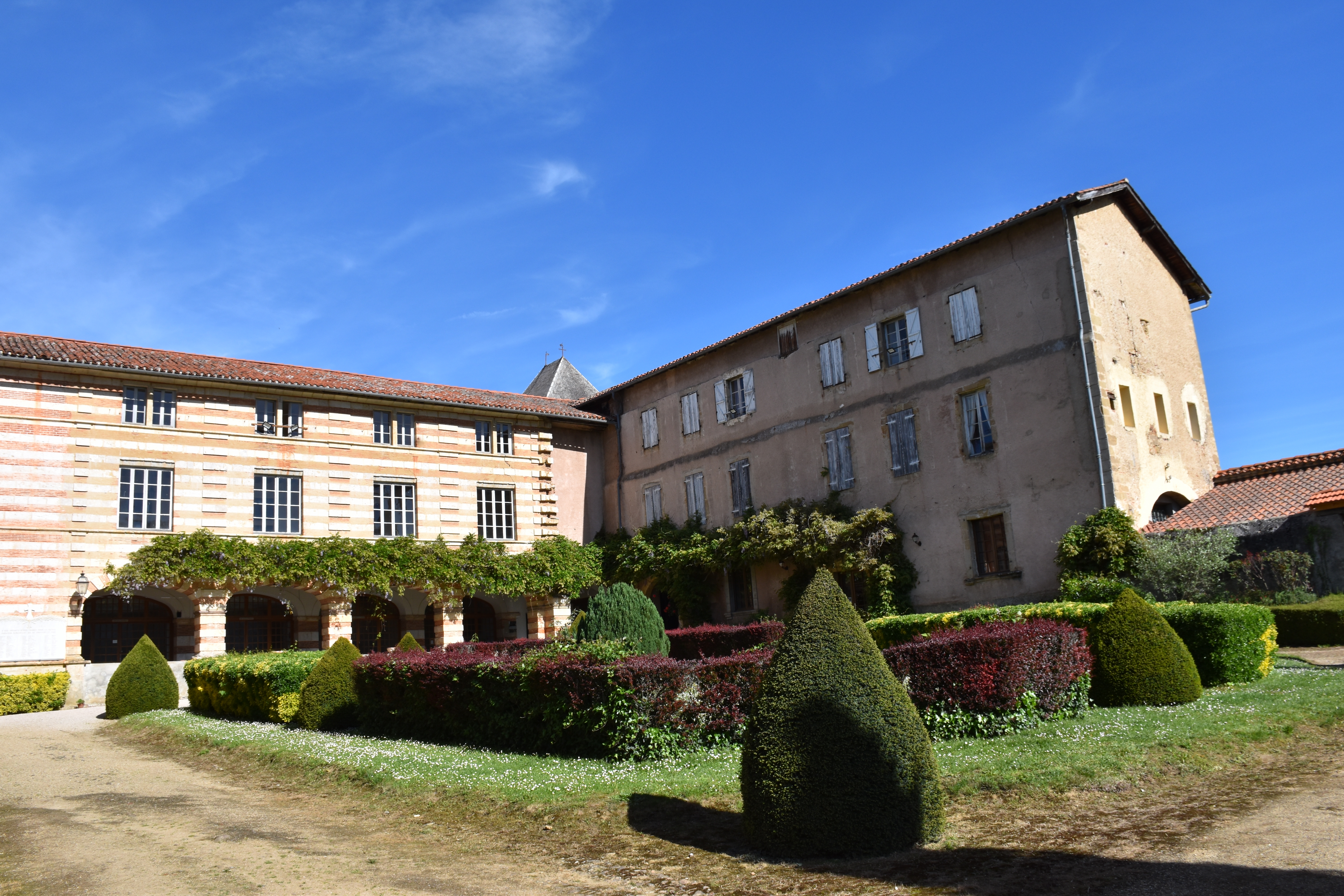
Cour intérieure du sanctuaire de Notre-Dame de Garaison.

Ils arrivent à Bordeaux en novembre 1917 et sont enfermés dans une cellule glaciale. Hélène Schweitzer ne supporte pas le choc thermique et sa santé se dégrade à nouveau. Ils sont ensuite conduits au camp d'internement de Garaison, où les conditions de détention sont moins rudes, puis à Saint-Rémy-de-Provence, dans un centre réservé aux alsaciens. Hélène est alors à bout de force. Les alsaciens de Saint-Rémy de Provence sont libérés fin juillet 1918, à la faveur de l'échange de prisonniers signé à Berne. Lorsque Hélène prend la route pour Constance où l'attend sa famille, elles est enceinte de 3 mois.
De retour en Alsace en décembre 1918, Albert Schweitzer obtient la nationalité française. Hélène devra patienter jusqu'en 1920. Cependant, contrairement à ses parents, et à bon nombre de ses connaissances, elle a l'autorisation de rester en Alsace, bien qu'elle soit d'origine allemande, car elle est mariée à un alsacien de souche. Le couple Schweitzer est toutefois placé sous la surveillance des services de renseignement français pour ses opinions pacifistes et anti-nationalistes.
Le 14 janvier 1919, Hélène Schweitzer donne naissance à Rhéna Fanny Schweitzer à Strasbourg, où son mari a obtenu un emploi à l'hôpital. Il devient ensuite pasteur à Saint-Nicolas et bénéficie d'un appartement de fonction.  Toutefois, le niveau de vie du couple n'a plus rien à voir avec celui auquel il était habitué, d'autant qu'ils doivent rembourser les fonds empruntés à la Société des missions pour faire tourner l'hôpital de Lambaréné durant la guerre. Hélène Schweitzer qui ne s'est pas remise de ses mois de détention et doit maintenant s'occuper d'un nourrisson, sort peu. La situation se débloque au printemps 1920 : l'archevêque d'Uppsala, sollicite Albert Schweitzer pour des conférences à l'université et une tournée d'orgue en Suède qui connait un grand succès. Les dons affluent, si bien qu'Albert Schweitzer se permet de refuser un poste de professeur à l'Université de Zürich et songe à retourner en Afrique. Cependant, la santé d'Hélène Schweitzer ne lui permet pas d'envisager d'accompagner son mari. Son état s'est à nouveau dégradé : à l'automne 2022, à la suite d'une hémorragie, elle séjourne un mois à l'hôpital de Cannstatt et, une fois rentrée en Alsace, sa santé reste fragile.

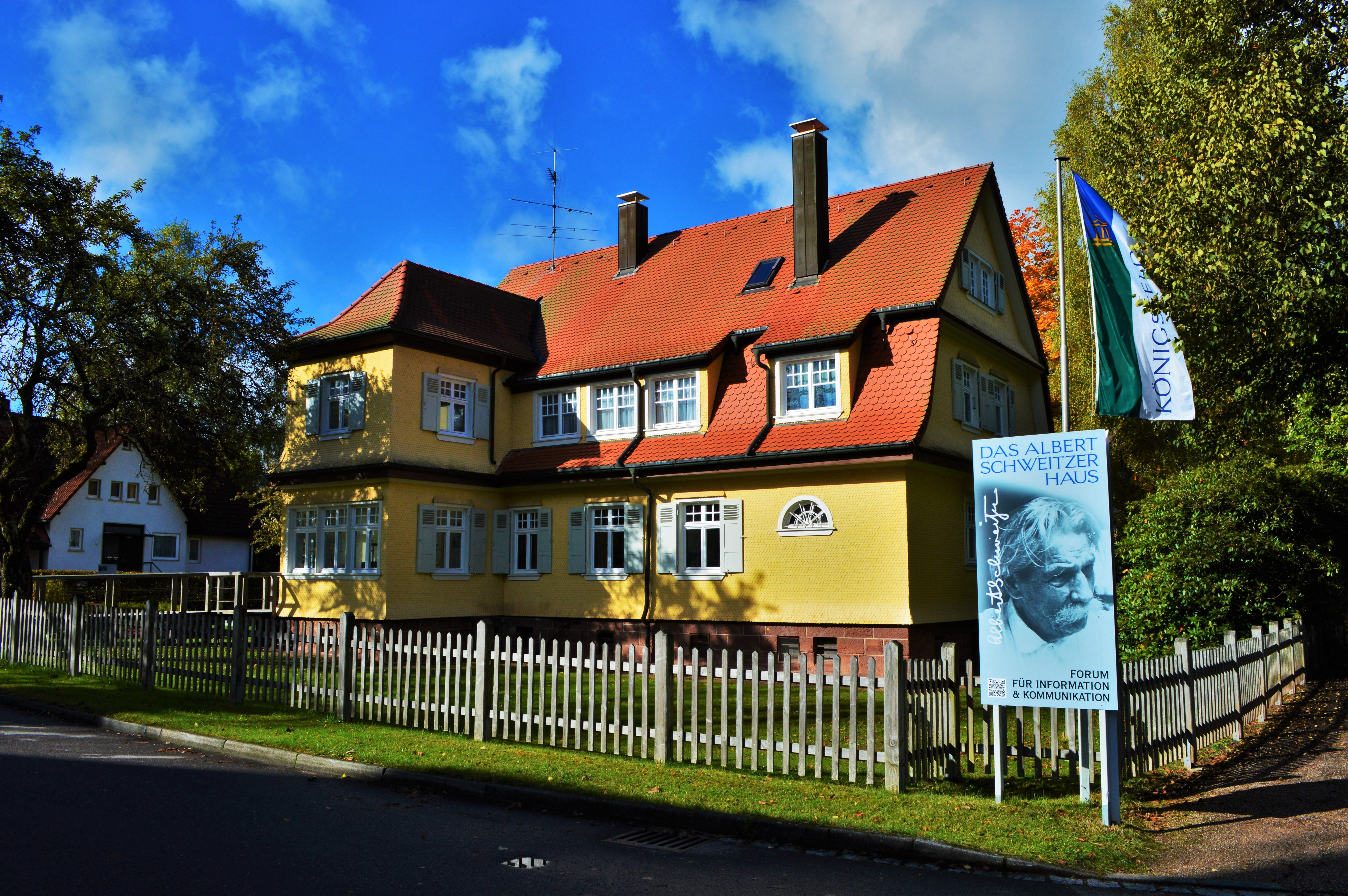
La maison des Schweitzer de 1923, aujourd'hui le.

Le 1er mai 1923, Albert et Hélène Schweitzer emménagent dans une nouvelle maison à Königsfeld-en-Forêt-Noire. Le site a été choisi car, dans ce lieu de cure, Hélène était entrée en rémission. La maison, construite selon les idées d'Albert Schweitzer, sert à la fois de résidence pour le couple et de lieu d'accueil pour les employés de l'hôpital de Lambaréné. Lorsqu'Albert Schweitzer retourne à Lambaréné en 1924, Hélène reste dans cette maison avec sa fille et elle continue de collecter des fonds pour l'hôpital, crée des comités de soutien, notamment en Suisse, relit et fait éditer en Europe les écrits de son époux. Elle espère, un temps, pouvoir rejoindre Albert Schweitzer en Afrique mais, au printemps 2025, elle doit finalement se résoudre à confier sa fonction administrative à l'hôpital africain à Emmy Martin. Son mari qui ne reviendra en Europe qu'en 1927. En décembre 1929, elle retourne en Afrique mais arrive épuisée de son voyage en bateau et doit renoncer à reprendre son travail d'infirmière, une fois à Lambaréné.
Quand elle rentre en Europe, en avril 1930, elle est hospitalisée à Kassel sous la supervision du Dr Gerson, qui propose un traitement « alternatif, destiné aux malades chroniques, appliqué autant aux migraines qu'à la tuberculose [...] aux résultats plutôt hasardeux ». À l'annonce de l'élection d'Adolphe Hitler comme chancelier de la République de Weimar, craignant la montée de l'antisémitisme, Hélène Schweitzer et sa fille quittent rapidement l'Allemagne pour Gundsbach, où Albert Schweitzer a fait construire une maison, financée par l'argent du Prix Goethe qui lui a été décerné en 1928. Au premier étage de la maison loge Emmy Martin qui a repris l'ensemble des fonctions de soutien à Lambaréné, ce qui cause à Hélène Schweitzer une certaine frustration. Celle-ci déménage fin 1933, à Lausanne où Rhéna va poursuivre sa scolarité et s'adapter très vite à cette ville universitaire, contrairement à sa mère. Elles y restent jusqu'à ce que Rhena obtienne sa maturité, en 1937. Ensuite, elles se rendent aux États-Unis sur l'invitation d'amis américains,. Rhéna et Hélène Schweitzer arrivent à Ellis Island le 6 octobre 1937, après une vingtaine de jours de voyage.

### Conférencière aux États-Unis
Hélène Schweitzer a déjà eu l'occasion de présenter l'hôpital de Lambaréné à plusieurs reprises, en Europe. Lors de son séjour à Upsala, en 1920, elle avait donné une conférence devant l'amicale des femmes de la mission d'Upsala. En 1931, elle réalise quelques interventions sur le même sujet, en Allemagne, en utilisant, pour illustrer son propos, une innovation de cette époque : les diapositives.
Lorsqu'elle réalise quelques interventions sporadiques à New-York, Cambridge, Philadelphie, Washington et Baltimore sur l'Hôpital de Lambaréné, elle perçoit l'intérêt du public américain pour le sujet. Elle décide de retourner une 3e fois au Gabon, au printemps 1938 pour réactualiser le matériel photographique et les données dont elle dispose sur la situation et évaluer les besoins financiers de l'hôpital qui accueille désormais plus de 300 patients. De retour aux États-Unis, en Novembre 1938, elle s'appuie sur les établissements de la Société des missions disséminés dans le pays pour organiser une tournée de conférences de 7 semaines, à travers le pays, laquelle rencontre un franc succès et s'achève le 19 décembre 1938, à New-York.
Cette démarche lui permet de s'assurer de nouveaux soutiens financiers durables en Amérique et de populariser sur ce continent le travail réalisé au Gabon. Au printemps 1939, elle embarque pour un 4e voyage au Gabon, en compagnie de sa fille de 20 ans qui va pouvoir découvrir l'hôpital créé par ses parents, mais les deux femmes n'y demeurent que quelques semaines. Les rumeurs d'une possible guerre deviennent persistantes et Hélène Schweitzer ne veut pas risquer de rester bloquée sous les tropiques, comme lors de la précédente guerre, et retourne en Suisse. Rhéna, pour sa part, est fiancée à un facteur d'orgues alsacien (Jean Eckart) et souhaite retourner à Paris où celui-ci réside.

### Seconde guerre mondiale
Lorsque la guerre éclate, Jean Eckart est mobilisé. Hélène rejoint alors sa fille à Paris car celle-ci est enceinte. Mère et fille vont fuir la capitale dans une petite voiture en juin 1940, avec Monique Eckart, l'aînée de Rhéna, âgée de quelques semaines. Lorsqu' Hélène Schweitzer apprend que les troupes de la France libre combattent celles du régime de Vichy en Afrique équatoriale  à l'automne 1940, elle s'inquiète pour son époux et envisage alors de repartir pour le Gabon.
Son 5e voyage vers Lambaréné va nécessiter de nombreuses démarches administratives. Les troupes alliées ayant gagné la bataille du Gabon, il faut à Hélène Schweitzer l'accord des anglais pour rejoindre ce pays, visa qu'elle obtient finalement grâce à la Croix-Rouge et à son diplôme d'infirmière,. Il lui faut également l'autorisation de quitter le territoire français pour se rendre à Lisbonne et embarquer depuis le Portugal vers l'Angola, puis de traverser le Congo jusqu'au Gabon. Partie le 15 juin 1941, de Bordeaux, elle arrive le 2 août 1941 à Lambaréné et écrira au sujet de son périple :

« À mon arrivée, j'ai appris que j'étais la toute première personne à être autorisée à gagner légalement le Gabon depuis la France. À ma connaissance, je suis aussi la seule. »

— Hélène Schweitzer
Pour pallier le manque de personnel, Hélène reprend son poste d'infirmière jusqu'à la fin de la guerre. Sa tuberculose, en rémission depuis 1938, resurgit et elle doit être hospitalisée, durant une semaine, lorsqu'elle rentre à Bordeaux.

### Fin de sa vie
À partir de septembre 1946, Hélène Schweitzer s'installe dans la maison de Königsfeld. Elle fera plusieurs allers-retours vers Lambaréné, mais ses forces déclinent. En  juin 1949, elle accompagne Albert Schweitzer aux États-Unis, où ce dernier est invité à Aspen (dans le Colorado) pour prononcer un discours pour commémorer le 200e anniversaire de Goethe et recevoir 2 400 $ pour financer l'hôpital. À cette occasion, Hélène Schweitzer est interviewée par le New-York Times . En 1952, elle donne une dernière conférence à l'Université de Fribourg devant un public de 800 spectateurs. Le grand amphithéâtre étant trop petit pour accueillir tous les participants, on laisse les portes ouvertes afin que tous puissent l'entendre.
Elle accompagne son mari à Oslo en 1954, au moment où il reçoit le prix Nobel de la paix, quoi qu'elle soit très affaiblie. Comme elle reste discrète sur sa vie avant son mariage et sur son état de santé, les journalistes la perçoivent comme une femme au foyer qui aurait suivi son mari en Afrique. En 1956, elle entame son 9e voyage vers Lambaréné, où elle séjourne durant 16 mois. Rapatriée en urgence en mai 1957, elle meurt à l'hôpital de Zürich le 1er juin 1957, entourée de sa fille et de ses petits enfants. Incinérée le 4 juin 1957 au crématorium de Zürich,, ses cendres se trouvent à Lambaréné. Quand Albert Schweitzer est mort, il a été enterré à côté d'elle.

## Principales réalisations
Les réalisations d'Hélène Schweitzer ne se limitent pas à l'hôpital de Lambaréné.

### LeMütterheimdu Neudorf

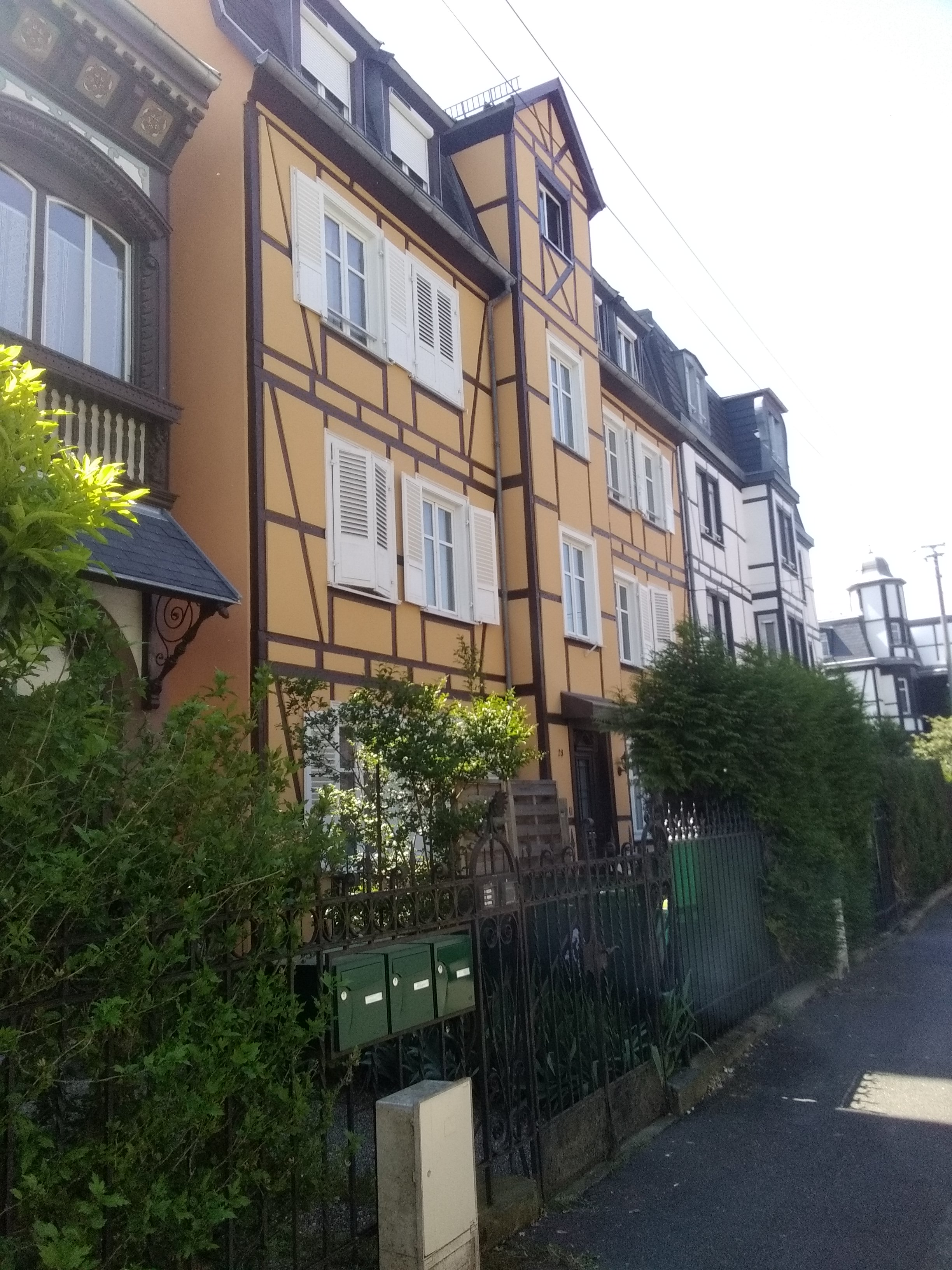
Immeuble ayant abrité le Mütterheim fondé par Hélène Bresslau (2025)

Dans le monde germanique, la fin du droit d'aînesse a entraîné la multiplication de naissances d'enfants hors-mariage car les fils cadets étaient condamner au célibat afin de limiter le morcellement du patrimoine familial. Or, à la suite de la réforme de code civil allemand de 1900, de tels enfants sont orphelins, d'un point de vue légal, même s'ils vivent toujours avec leur mère. Cette dernière est considérée comme légère, inexpérimentée ou peu éduquée, donc incapable d'élever correctement son enfant. Les mères célibataires qui n'abandonnent pas leur progéniture dans un orphelinat ou un couvent sont mises au ban de la société, rejetées par leur famille, et vivent dans le plus grand dénuement.
C'est dans ce cadre qu'Hélène Bresslau s'associe avec deux camarades pour améliorer durablement les conditions de vie de ces familles monoparentales et permettre à l'enfant naturel de vivre avec sa mère dans des conditions acceptables ,,. Les trois jeunes femmes lancent dans les journaux un appel aux dons, et sont rapidement soutenues par des personnalités locales qui leur versent 150 000 marks. Grâce à cette somme, elles peuvent acquérir un immeuble au 28, rue Saint-Urbain dans le quartier du Neudorf et en assurer le réagencement et la maintenance.
La maison permet d'accueillir 8 mères isolées. Hélène en confie la gestion à Ella Schmalz, avec laquelle elle a sympathisé durant ses études d'aide-soignante.
La maison ouvre ses portes à l'automne 1907,,. Elle est organisée sur un mode participatif novateur pour l'époque : les pensionnaires bénéficient d'un logement et reçoivent gratuitement de la nourriture, à charge pour elles d'assurer le nettoyage de la maison et de s'entraider au quotidien. Les pensionnaires bénéficient en outre d'un suivi médical réalisé par des infirmières.

### La Albert Schweitzer Fellowship
Hélène Schweitzer a été très active dans la formation et l'animation de groupes de soutien à l'hôpital de Lambaréné entre les deux guerres mondiales, à commencer par celui de Bâle en octobre 1924. L'un de ces groupes, l'Amicale Albert Schweitzer (Albert Schwitzer Fellowship), est fondé en 1939 à l'issue de la tournée de conférences réalisée aux États-Unis par Hélène Swhweitzer, avant son 4e séjour à Lambaréné. Cette fondation joue un rôle décisif durant la seconde guerre mondiale en approvisionnant en matériel, en médicaments et en argent frais l'hôpital de Lambaréné, alors que les contacts entre l'Europe continentale et le Gabon sont coupés, et elle permet à l'hôpital de continuer son activité malgré le conflit.
La fondation existe toujours au XXIe siècle. Son activité principale est aujourd'hui de financer le cursus d'étudiants dans le secteur social et médical en échange de leur travail dans des projets du secteur social et humanitaire.

### Comme femme de lettres
Polyglotte et cultivée, Hélène Bresslau a été dès le début de sa relation Albert Schweitzer une relectrice critique des écrits de ce dernier, à commencer par ses sermons et son Johann Sebastian Bach,.  À partir de 1902, Hélène et Albert vont échanger abondante correspondance publiée entre 2005 et 2011. Le ton très formel des premières lettres devient plus familier au fil du temps et le tutoiement apparait vers 1905 dénotant une proximité croissante entre les deux amis.
Malgré sa maladie, elle met un point d'honneur à relire les publications de son mari : l'été de l'année 1920, Hélène achève la correction du récit de voyage A l'Orée de la forêt vierge d'Albert Schweitzer, qui une fois publié, contribue à médiatiser leur œuvre.   En 1923, Albert Schweitzer lui dédicace le 1er volume de Kulturphilosophie, dont elle a réalisé la correction. En 1924 , restée en Europe, elle fait éditer et distribue auprès des soutiens financiers européens de Lambaréné des parutions en rapport avec l'hôpital. En 1931, c'est encore elle qui assure la correction et l'édition de Ma vie et ma Pensée.

## Hommages rendus
Il existe une rue Hélène Schweitzer à Liechtenstein (Sachsen), en Allemagne, sous son patronyme (Bresslau). À Oschatz, près de Leipzig, et à Sentheim dans le Palatinat, des établissements pour personnes âgées portent son nom,. La rue Hélène Schweitzer de Schiltigheim, en revanche, est dédiée à une homonyme, résistante durant la Seconde Guerre mondiale.